# Emory Leon Chaffee
Pour les articles homonymes, voir Chaffee.
Emory Leon Chaffee (né le 15 avril 1885 à Somerville (Massachusetts) – mort le 8 mars 1975 à Waltham (Massachusetts)) est un physicien américain et professeur à l'Université d'Harvard entre 1911 et 1953.

## Biographie
Il étudie l'ingénierie électrique et reçoit sa licence au MIT en 1907. Il poursuit ses études à l'Université Harvard ou il obtient son master puis son doctorat.
En 1911, il devient instructeur en ingénierie électrique, puis, en 1917 il est assistant professeur de physique. En 1923 il devient professeur associé, puis professeur titulaire en 1926. Il est nommé « Rumford Professor » en 1940, puis « Gordon McKay Professor » de physique appliquée en 1946.  Il dirige le Département des Sciences de l'Ingénieur et de Physique Appliquée de 1949 à 1952.
Il reçoit la Médaille d'Honneur de l'IEEE en 1959. Il est surtout connu pour ses travaux sur les  tubes à vide thermiques.  En 1911 il invente le concept du « Chaffee Gap » qui permet de produire des oscillations continues pour les transmissions téléphoniques à grande distance et en  1924 il commence des recherches sur le contrôle climatique, utilisant des avions pour faire précipiter les nuages grâce à du sable chargé en électricité statique. En 1934 il publie un article scientifique d'importance titré « Méthode de contrôle à distance pour stimuler électriquement le système nerveux », en collaboration avec Richard Upjohn Light, un neurochirurgien de l'Université de Yale.